# Norges teknisk-naturvidenskabelige universitet
NTNU eller Norges teknisk-naturvidenskabelige universitet (norsk: Norges teknisk-naturvitenskapelige universitet) er et universitet i Trondheim. Universitetet blev etableret i 1996, da seks institutioner inden for forskning og højere uddannelse i Trondheim blev slået sammen. Det har hovedansvar for teknologiske uddannelser i Norge, men har derudover også et bredt udbud af fag inden for naturvidenskab, humaniora og æstetiske fag, samfundsvidenskab og økonomisk-administrative fag. I 2016 havde det omkring 39.000 studerende, hvilket gjorde det til landets største universitet.
Fra 2016 er NTNU, Høgskolen i Gjøvik, Høgskolen i Ålesund og Høgskolen i Sør-Trøndelag organiseret som ét universitet under navnet Norges teknisk-naturvitenskapelige universitet. Campusene (universitetsområderne) i Gjøvik og Ålesund hedder henholdsvis NTNU i Gjøvik og NTNU i Ålesund. Efter et overgangsår i 2016, består NTNU fra 1. januar 2017 af otte fakulteter med til sammen 56 institutter, i tillæg til andre enheder, som NTNU Vitenskapsmuseet og NTNU Universitetsbiblioteket. 
NTNU havde pr. 2015 professionsuddannelser indenfor ingeniørfag, medicin, psykologi, arkitektur, billedkunst, musik og læreruddannelse. Efter fusionen med højskolerne, er professionsuddannelserne udvidet med blandt andet sygepleje, fysioterapi, civiløkonomstudium, regnskab og revision, grafisk design og shippingledelse.
Gunnar Bovim var åremålsansat som rektor fra 2013 til 2019, hvorefter Anne Borg tiltrådte posten. Den 15. december 2023 måtte Anne Borg træde tilbage efter en skandale, hvor hun offentligt havde kritiseret en udtalelse til pressen om kernekraft som to medarbejdere ved universitetet havde givet. Tor Grande blev samme dag udnævnt til konstituteret rektor indtil han efter opslag blev tilbudt stillingen som rektor i 2024.

## Nobelprismodtagere
- 1968 Lars Onsager, Nobelprisen i kemi (uddannet kemiingeniør fra Norges Tekniske Høgskole, NTH, i 1925)
- 1973 Ivar Giaever, Nobelprisen i fysik (uddannet maskiningeniør  Norges Tekniske Høgskole, NTH, i 1952)
- 2014 Edvard Moser, Nobelprisen i fysiologi eller medicin (professor i neurovidenskab, NTNU)
- 2014 May-Britt Moser, Nobelprisen i medicin eller fysiologi (professor i neurovidenskab, NTNU)
- 2014 John O'Keefe, Nobelprisen i medicin eller fysiologi[8] (gæsteforsker, NTNU 2015–  )

## Æresdoktorer
Siden 1935 har universitetet kunne uddele æresdoktortitler. Først som Norges tekniske høgskole (1935–67), herefter som Universitetet i Trondheim (1968–95) og siden som NTNU.